# Mercan'Tour Classic Alpes-Maritimes 2025
Le Mercan'Tour Classic Alpes-Maritimes 2025, est la 5e édition de cette course cycliste sur route masculine. Il a lieu le 26 mai 2025 dans le département des Alpes-Maritimes, dans le sud de la France, et fait partie du calendrier UCI Europe Tour 2025 en catégorie 1.1 (troisième niveau mondial).
Cette course est aussi inscrite au calendrier de la Coupe de France en tant que 13e manche de l'édition 2025.

## Présentation
La course devant avoir lieu en juin, a été programmé à cette date dû à d'autres manifestations sportives.

### Parcours
Les coureurs partent de Puget-Théniers en direction de Touët-sur-Var traversent Malaussène et à Plan-du-Var vont vers Saint-Martin-de-Vésubie et La Colmiane. Après la descente et un sprint à Saint Sauveur, ils grimpent le col de la Couillole, traversent la station de Valberg, descendent vers Guillaumes et remontent à Valberg.

### Équipes participantes
À cause d'autres épreuves cyclistes au même moment, seulement onze équipes participent à cette édition. L'équipe continentale colombienne Sistécredito vient avec l'effectif de la Ronde de l'Isard.
| WorldTeams (4)- Groupama-FDJ - Cofidis - Decathlon AG2R La Mondiale Team - Arkéa-B&B Hotels ProTeams (4)- Team Polti VisitMalta - Equipo Kern Pharma - Team TotalEnergies - Unibet Tietema Rockets Équipes continentales (3)- Team Sistecrédito - Nice Métropole Côte d'Azur - CIC U Nantes |
| |

### Principaux coureurs présents
Les précédents vainqueurs ne participent pas. Sont présents Iván Sosa, Cristian Rodríguez, Jesús Herrada, Valentin Ferron, Léo Bisiaux, Pierre Gautherat, Jordan Jegat, Mathieu Burgaudeau.

### Diffusion
La course est diffusée à la télévision sur les chaînes locales France 3 Côte d'Azur et France 3 Provence-Alpes.

## Récit de la course
L'équipe Arkéa-B&B Hotels mène le peloton à vive allure pour favoriser les desseins de son leader Cristian Rodríguez qui attaque seul dans l'ascension de la Couillole. Personne ne peut suivre le rythme imposé par Rodríguez et l'Espagnol prend rapidement une avance importante qu’il conserve jusqu’à l’arrivée.

## Classements

### Classement final
| \| Classement général \| Classement général \| Classement général \| Classement général \| Classement général \| \| Coureur \| Coureur \| Pays \| Équipe \| Temps \| \| ------------------ \| ------------------- \| ------------------ \| ---------------------- \| ------------------ \| \| 1er \| Cristian Rodríguez \| Espagne \| Arkéa-B&B Hotels \| \| \| 2e \| José Félix Parra \| Espagne \| Equipo Kern Pharma \| + 1 min 42 s \| \| 3e \| Iván Sosa \| Colombie \| Equipo Kern Pharma \| + 1 min 49 s \| \| 4e \| Jesús Herrada \| Espagne \| Cofidis \| + 2 min 38 s \| \| 5e \| Giovanni Carboni \| Italie \| Unibet Tietema Rockets \| + 2 min 52 s \| \| 6e \| Victor Guernalec \| France \| Arkéa-B&B Hotels \| + 3 min 03 s \| \| 7e \| Fernando Tercero \| Espagne \| Team Polti VisitMalta \| + 3 min 12 s \| \| 8e \| Clément Braz Afonso \| France \| Groupama-FDJ \| + 4 min 08 s \| \| 9e \| Alan Jousseaume \| France \| Team TotalEnergies \| + 4 min 16 s \| \| 10e \| Germán Darío Gómez \| Colombie \| Team Polti VisitMalta \| + 5 min 27 s \| |                     |          |                        |              |
| |                     |          |                        |              |
| |                     |          |                        |              |
| Classement général |                     |          |                        |              |
| Coureur | Coureur             | Pays     | Équipe                 | Temps        |
| 1er | Cristian Rodríguez  | Espagne  | Arkéa-B&B Hotels       |              |
| 2e | José Félix Parra    | Espagne  | Equipo Kern Pharma     | + 1 min 42 s |
| 3e | Iván Sosa           | Colombie | Equipo Kern Pharma     | + 1 min 49 s |
| 4e | Jesús Herrada       | Espagne  | Cofidis                | + 2 min 38 s |
| 5e | Giovanni Carboni    | Italie   | Unibet Tietema Rockets | + 2 min 52 s |
| 6e | Victor Guernalec    | France   | Arkéa-B&B Hotels       | + 3 min 03 s |
| 7e | Fernando Tercero    | Espagne  | Team Polti VisitMalta  | + 3 min 12 s |
| 8e | Clément Braz Afonso | France   | Groupama-FDJ           | + 4 min 08 s |
| 9e | Alan Jousseaume     | France   | Team TotalEnergies     | + 4 min 16 s |
| 10e | Germán Darío Gómez  | Colombie | Team Polti VisitMalta  | + 5 min 27 s |

## Liste des participants
| Légende | Légende                                                                           | Légende | Légende                                                    |
| ------- | --------------------------------------------------------------------------------- | ------- | ---------------------------------------------------------- |
| Num     | Dossard de départ porté par le coureur sur le Mercan'Tour Classic Alpes-Maritimes | Pos     | Position à l'arrivée de la course                          |
|         | Indique un maillot de champion national ou mondial, suivi de sa spécialité        | NP      | Indique un coureur qui n'a pas pris le départ de la course |
| AB      | Indique un coureur qui n'a pas terminé la course                                  | HD      | Indique un coureur qui a terminé la course hors des délais |
| DSQ     | Indique un coureur qui a été disqualifié de la course                             |         |                                                            |